# Stockholm Records
Stockholm Records er et svensk pladeselskab grundlagt i 1992, og som har kontrakt med kunstnere som E-Type, Stakka Bo, The Cardigans og Veronica Maggio.
De oprindelige aktieindehavere solgte deres aktier til Universal Music Group i 1998, og Stockholm Records er dermed i dag reelt en underafdeling af UMG.